# Ранчо Кукамонга (Калифорния)
Ранчо Кукамонга (на английски: Rancho Cucamonga) е град в окръг Сан Бернардино в щата Калифорния, САЩ. Ранчо Кукамонга е с население от 143 711 жители (1.VI.2002 г.) и обща площ от 97 км² (37,50 мили²). Градът се намира на 63,84 км (39,90 мили) източно от Лос Анджелис. Ранчо Кукамонга е получил статут на град през 1977 г.